# Obert de nit
Obert de nit (títol original en francès, Ouvert la nuit) és una pel·lícula francesa de comèdia dramàtica del 2016 escrita i dirigida per Édouard Baer i protagonitzada pel mateix Baer, Sabrina Ouazani i Audrey Tautou. Es va estrenar l'11 de gener de 2017. S'ha subtitulat al català.

## Repartiment
- Édouard Baer com a Luigi
- Sabrina Ouazani com a Faeza
- Audrey Tautou com a Nawel
- Christophe Meynet com a Chris
- Jean-Michel Lahmi com a Théo
- Grégory Gadebois com a Marcel
- Patrick Boshart com el senyor Pat
- Marie-Ange Casta com a Clara
- Alka Balbir com a Karine
- Lionel Abelanski com a Lolo
- Atmen Kélif com a Kamel
- Christine Murillo com la madame Pelissier
- Michel Galabru com ell mateix
- Yoshi Oida com a Atsuhiko Dazai
- Michel Fau com el gerent del bar
- Guilaine Londez com el guardià